# Kunti

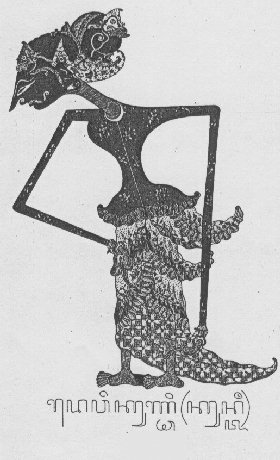
Kunti

Kunti (Sanskrit: कुंती) är mor till de tre äldsta Pandavasbröderna från det indiska, episka verket Mahābhārata. Kunti återfinns också i Bhagavata Purana där hon talar om filosofin om hängivenhet till Krishna, känd som bhakti yoga. Kunti är alltså en gudom av stor betydelse inom många hinduiska traditioner och särskilt för hinduer som tillbeder Krishna (Vaishnaviter)

## Föräldraskap och uppfostran
Kuntis far var Śũrasena av klanen Yadu, och hon fick namnet Pritha (Pŗtha). Hon var således syster till Vasudeva, Krishnas far. Hon adopterades till den barnlösa Kung Kuntibhoja, varefter hon blev känd som Kunti. Efter hennes ankomst blev Kung Kuntibhoja välsignade med egna barn. Kungen ansåg Kunti som bringare av stor lycka och tog hand om henne fram tills hennes äktenskap.